# National Register of Historic Places in den Nördlichen Marianen

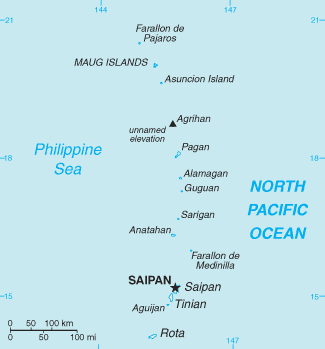
Karte der Nördlichen Marianen

Diese Liste der Einträge im National Register of Historic Place auf den Nördlichen Marianen nennt die 37 Gebäude, Stätten, Distrikte und Objekte im Gebiet der Nördlichen Marianen, die in das National Register of Historic Places aufgenommen wurden. Diese verteilen sich auf die drei südlichen Verwaltungseinheiten, im Bereich der Northern Islands Municipality gibt es keinen Eintrag.
Die nachfolgenden Übersichten zu den derzeitigen Einträgen in das National Register basieren auf der Datenbank im National Register Information System mit dem Stand vom 24. April 2008 und den wöchentlichen Fortschreibungen durch den National Park Service. Es handelt sich nicht um eine offizielle Statistik, und die Zahlen berücksichtigen nicht Änderungen, die sich auf Vergrößerung und Verkleinerung der durch den Eintrag geschützten Flächen beziehen, auch wenn diese Änderung zur Vergabe einer neuen NRHP-Identifikationsnummer führt.
|   | Municipality     | Zahl der Einträge |
| - | ---------------- | ----------------- |
| 1 | Northern Islands | 0                 |
| 2 | Rota             | 10                |
| 3 | Saipan           | 20                |
| 4 | Tinian           | 7                 |
|   | Gesamt:          | 37                |

## Rota
| [ 3 ] | Name                                                  | Bild                                      | Eintragsdatum                 | Lage                                                                                    | Village  | Beschreibung                             |
| ----- | ----------------------------------------------------- | ----------------------------------------- | ----------------------------- | --------------------------------------------------------------------------------------- | -------- | ---------------------------------------- |
| 1     | Chudang Palii Japanese World War II Defensive Complex |                                           | 1. Mai 2012 ID-Nr. 12000250   | Sunrise Hotel, Rte. 100 14° 9′ 12,4″ N, 145° 12′ 6,4″ O                                 | Sinapalu |                                          |
| 2     | Chugaiʻ Pictograph Site                               | Chugaiʻ Pictograph Site                   | 31. Aug. 1998 ID-Nr. 98001066 | IʻChenchon Bird Sanctuary 14° 9′ 12,2″ N, 145° 16′ 3,3″ O                               |          | Prähistorische Höhle mit Höhlenmalereien |
| 3     | Commissioner’s Office                                 |                                           | 17. Apr. 1981 ID-Nr. 81000663 | nördlich von Songsong Village 14° 10′ 2″ N, 145° 9′ 46″ O                               | Songsong |                                          |
| 4     | Dugi Archeological Site                               |                                           | 11. Feb. 1985 ID-Nr. 85000287 | Adresse nicht veröffentlicht                                                            | Songsong |                                          |
| 5     | Japanese Coastal Defense Gun                          | Japanese Coastal Defense Gun              | 2. Nov. 1984 ID-Nr. 84000422  | nordöstlich von Songsong 14° 7′ 13″ N, 145° 9′ 59″ O                                    | Songsong |                                          |
| 6     | Japanese Hospital                                     |                                           | 16. Apr. 1981 ID-Nr. 81000664 | Westseite der Sasanhaya Bay 14° 8′ 13″ N, 145° 8′ 18″ O                                 | Songsong |                                          |
| 7     | Mochong                                               | Mochong                                   | 11. Sep. 1985 ID-Nr. 85002301 | Adresse nicht veröffentlicht                                                            | Songsong |                                          |
| 8     | Nanyo Kohatsu Kabushiki Kaisha Sugar Mill             | Nanyo Kohatsu Kabushiki Kaisha Sugar Mill | 16. Apr. 1981 ID-Nr. 81000665 | südwestlich von Songsong Village, in der Nähe des Hafens 14° 8′ 10,5″ N, 145° 8′ 7,1″ O | Songsong |                                          |
| 9     | Rectory                                               |                                           | 16. Apr. 1981 ID-Nr. 81000666 | nördliches Ende der Insel 14° 9′ 59″ N, 145° 10′ 0″ O                                   | Songsong |                                          |
| 10    | Rota Latte Stone Quarry                               | Rota Latte Stone Quarry                   | 23. Dez. 1974 ID-Nr. 74002225 | 14° 10′ 17,4″ N, 145° 15′ 30,2″ O                                                       | Songsong |                                          |

## Saipan
| [ 3 ] | Name                                                | Bild                                                | Eintragsdatum                 | Lage                                                                                            | Village               | Beschreibung                                                        |
| ----- | --------------------------------------------------- | --------------------------------------------------- | ----------------------------- | ----------------------------------------------------------------------------------------------- | --------------------- | ------------------------------------------------------------------- |
| 1     | Banzai Cliff                                        | Banzai Cliff                                        | 27. Aug. 1976 ID-Nr. 76002192 | Bandero, Magpi 15° 17′ 17″ N, 145° 48′ 58″ O                                                    | San Roque             |                                                                     |
| 2     | Brown Beach One Japanese Fortifications             |                                                     | 28. Feb. 2007 ID-Nr. 07000123 | Unai Laolao Kattan (North Laolao Beach) an der Ostküste von Saipan 15° 10′ 33″ N, 145° 47′ 5″ O | Unai Laolao Kattan    |                                                                     |
| 3     | Campaneyan Kristo Rai                               | Campaneyan Kristo Rai                               | 30. Okt. 1984 ID-Nr. 84000207 | Beach Road 15° 12′ 11″ N, 145° 43′ 4″ O                                                         | Garapan               | 1932 spanisch-gebauter Kirchenglockenturm                           |
| 4     | Chalan Galaide                                      |                                                     | 4. Okt. 1987 ID-Nr. 87001559  | Adresse nicht veröffentlicht                                                                    | Garapan               |                                                                     |
| 5     | Hachiman Jinja                                      |                                                     | 21. Juni 2003 ID-Nr. 03000549 | Parzellen H 300-11 und H 300-4 15° 10′ 44″ N, 145° 45′ 40″ O                                    | Kannat Taddong Papago |                                                                     |
| 6     | Isley Field Historic District                       | Isley Field Historic District                       | 26. Juni 1981 ID-Nr. 81000667 | Saipan International Airport 15° 7′ 20″ N, 145° 43′ 58″ O                                       | Chalan Kanoa          | Flugplatz aus dem Zweiten Weltkrieg, heute Hauptflughafen der Insel |
| 7     | Japanese 20mm Cannon Blockhouse                     | Japanese 20mm Cannon Blockhouse                     | 25. Aug. 1995 ID-Nr. 95001048 | Northwest of Punton Opyan 15° 6′ 46″ N, 145° 42′ 17″ O                                          | Saipan                |                                                                     |
| 8     | Japanese Hospital                                   | Japanese Hospital                                   | 19. Dez. 1974 ID-Nr. 74002189 | Route 3 15° 12′ 6″ N, 145° 43′ 8″ O                                                             | Garapan               |                                                                     |
| 9     | Japanese Jail Historic and Archeological District   | Japanese Jail Historic and Archeological District   | 8. Apr. 2011 ID-Nr. 10001017  | Chichirica Avenue und Ghiyobw Street 15° 21′ 1″ N, 145° 43′ 7,5″ O                              | Garapan               |                                                                     |
| 10    | Japanese Lighthouse                                 | Japanese Lighthouse                                 | 19. Dez. 1974 ID-Nr. 74002224 | Navy Hill 15° 12′ 42,2″ N, 145° 43′ 53,9″ O                                                     | Garapan               |                                                                     |
| 11    | Landing Beaches, Aslito-Isley Field and Marpi Point | Landing Beaches, Aslito-Isley Field and Marpi Point | 4. Feb. 1985 ID-Nr. 85001789  | Saipan International Airport und Strände 15° 6′ 55″ N, 145° 43′ 1″ O                            | Chalan Kanoa          |                                                                     |
| 12    | Laulau Kattan Latte Site                            | Laulau Kattan Latte Site                            | 30. Okt. 2000 ID-Nr. 00001212 | Adresse nicht veröffentlicht                                                                    | Kagman III Homestead  |                                                                     |
| 13    | Managaha Island Historic District                   | Managaha Island Historic District                   | 5. Nov. 1984 ID-Nr. 84000425  | West of Saipan 15° 14′ 29″ N, 145° 42′ 45″ O                                                    | Garapan               |                                                                     |
| 14    | Sabanetan Toro Latte Site                           |                                                     | 8. Nov. 1984 ID-Nr. 84000731  | Adresse nicht veröffentlicht                                                                    | Garapan               |                                                                     |
| 15    | Suicide Cliff                                       | Suicide Cliff                                       | 30. Sep. 1976 ID-Nr. 76002193 | Bandero 15° 16′ 38″ N, 145° 48′ 35″ O                                                           | San Roque             |                                                                     |
| 16    | Tachognya                                           |                                                     | 13. Feb. 1986 ID-Nr. 86000235 | Adresse nicht veröffentlicht                                                                    | San Jose              |                                                                     |
| 17    | Unai Achugao Archaeological Site                    |                                                     | 8. Aug. 1996 ID-Nr. 96000825  | Adresse nicht veröffentlicht                                                                    | Punton Achugao        |                                                                     |
| 18    | Unai Lagua Japanese Defense Pillbox                 |                                                     | 1. Juni 1984 ID-Nr. 84002777  | Unai Lagua 15° 16′ 25″ N, 145° 49′ 42″ O                                                        | San Roque             |                                                                     |
| 19    | Unai Obyan Latte Site                               |                                                     | 5. Feb. 1985 ID-Nr. 85000244  | Adresse nicht veröffentlicht                                                                    | Chalan Kanoa          |                                                                     |
| 20    | Waherak Maihar                                      |                                                     | 31. Jan. 1978 ID-Nr. 78003081 | Public Works Headquarters Compound 15° 12′ 5,1″ N, 145° 43′ 9,1″ O                              | Chalan Kanoa          | Ein traditionell gebautes Auslegerkanu.                             |

## Tinian
| [ 3 ] | Name                                                    | Bild                                                    | Eintragsdatum                 | Lage                                           | Village       | Beschreibung |
| ----- | ------------------------------------------------------- | ------------------------------------------------------- | ----------------------------- | ---------------------------------------------- | ------------- | ------------ |
| 1     | Japanese Structure                                      |                                                         | 16. Apr. 1981 ID-Nr. 81000669 | beim Red 2 Beach 14° 58′ 16″ N, 145° 37′ 14″ O | Tinian        |              |
| 2     | Nanyo Kohatsu Kabushiki Kaisha Administration Building  |                                                         | 16. Apr. 1981 ID-Nr. 81000670 | beim Red 2 Beach 14° 58′ 20″ N, 145° 37′ 8″ O  | Tinian        |              |
| 3     | Nanyo Kohatsu Kabushiki Kaisha Ice Storage Building     |                                                         | 17. Apr. 1981 ID-Nr. 81000671 | beim Red 2 Beach 14° 58′ 4″ N, 145° 37′ 23″ O  | Tinian        |              |
| 4     | Nanyo Kohatsu Kabushiki Kaisha Laboratory               |                                                         | 16. Apr. 1981 ID-Nr. 81000672 | beim Red 2 Beach 14° 58′ 20″ N, 145° 37′ 7″ O  | Tinian        |              |
| 5     | Tinian Landing Beaches, Ushi Point Field, Tinian Island | Tinian Landing Beaches, Ushi Point Field, Tinian Island | 30. Dez. 1985 ID-Nr. 85003268 | 15° 4′ 9,8″ N, 145° 37′ 0,1″ O                 | Tinian        |              |
| 6     | Unai Dangkulo Petroglyph Site                           |                                                         | 27. Okt. 1999 ID-Nr. 99001270 | Adresse nicht veröffentlicht                   | Unai Dangkulo |              |
| 7     | House of Taga                                           | weitere Bilder                                          | 19. Dez. 1974 ID-Nr. 74002193 | 14° 58′ 0,5″ N, 145° 37′ 20″ O                 | San Jose      |              |

## Belege
1. ↑  National Register Information System. In: National Register of Historic Places. National Park Service, abgerufen am 24. April 2008 (englisch).
2. ↑  National Register of Historic Places: Weekly List Actions. National Park Service, archiviert vom Original am 26. Januar 2011; abgerufen am 11. September 2015.  Info: Der Archivlink wurde automatisch eingesetzt und noch nicht geprüft. Bitte prüfe Original- und Archivlink gemäß Anleitung und entferne dann diesen Hinweis.
3. 1 2 3  Die Nummerierung in dieser Listenspalte ist an der vom National Park Service vorgelegten Reihenfolge der Einträge orientiert; die Farben unterscheiden verschiedene Schutzgebietstypen des Nationalparksystems mit landesweiter Bedeutung (z. B. National Historic Landmarks) von den sonstigen Einträgen im National Register of Historic Places.

- Karte mit allen Koordinaten:
- OSM |
- WikiMap